# البهائية في أوزبكستان
بدأت الديانة البهائية في أوزبكستان في حياة بهاء الله، مؤسس الديانة. حوالي عام 1918 كان هناك ما يقدر بنحو 1900 بهائي في طشقند. بحلول فترة سياسة قمع الدين في الاتحاد السوفييتي السابق، تقلصت أعداد المجتمعات البهائية - بحلول عام 1963 كان هناك حوالي 200 بهائي في الاتحاد السوفييتي بأكمله. لم يكن معروفًا الكثير حتى ثمانينيات القرن العشرين عندما بدأ الدين البهائي في النمو مرة أخرى في جميع أنحاء الاتحاد السوفييتي. في عام 1991 أنتخبت الجمعية الروحية الوطنية البهائية للاتحاد السوفييتي ولكنها انقسمت بسرعة بين أعضائها السابقين. في عام 1992، شُكلت جمعية روحية وطنية إقليمية لعموم آسيا الوسطى ومقرها في عشق آباد. في عام 1994 أُنتخبت الجمعية الروحية الوطنية في أوزبكستان. في عام 2008، سُجلت ثمانية جمعيات روحية محلية بهائية أو مجموعات أصغر لدى الحكومة على الرغم من وقوع مداهمات وطرد أيضًا في الآونة الأخيرة.

## التاريخ في المنطقة

### جزء من الإمبراطورية الروسية
إن أقدم علاقة بين الدين البهائي وأوزبكستان تندرج ضمن نطاق تاريخ البلاد مع روسيا. خلال ذلك الوقت، عندما كانت المنطقة تُسمى روسيا الآسيوية أو تركستان الروسية كجزء من الإمبراطورية الروسية، يعود التاريخ إلى عام 1847 عندما طلب السفير الروسي في طهران، الأمير ديمتري إيفانوفيتش دولغوروكوف، نقل الباب، مبشر الدين البهائي الذي سُجن في ماكو، إلى مكان آخر؛ كما أدان مجازر رجال الدين الإيرانيين، وطلب إطلاق سراح بهاء الله، مؤسس الدين البهائي. خلال حياة بهاء الله، تأسست الديانة في سمرقند، والتي سافر إليها ميرزا أبو الفضل فيما بعد. أثناء وجوده في سمرقند عام 1892، كتب ميرزا أبو الفضل كتابًا بعنوان "فصل الخطاب " ردًا على أسئلة ميرزا حيدر علي التبريزي. وفي سمرقند أيضًا ناقش أحد الواعظين البروتستانت. في عام 1910 انتخبت جماعة البهائيين في سمرقند جمعيتها الأولى بالإضافة إلى وجود مدرسة، وبناء مركز يعقد أربعة اجتماعات في الأسبوع.

يقول أحد ألواح عبد البهاء لمجلس سمرقند:
هل تعلمون في أي دورة خلقتم وفي أي عصر أنتم موجودون؟ هذا هو عصر الكمال المبارك وهذا هو زمن الاسم الأعظم! ... إذا لم نكن سعداء ومبتهجين في هذا الموسم، فأي موسم آخر يجب أن ننتظره وأي وقت آخر يجب أن ننظر إليه؟ هذا هو وقت النمو؛ موسم التجمع السعيد! ...

### الفترة السوفيتية
في طشقند، توسع مجتمع البهائيين إلى حوالي 1900 عضو، ودعموا مكتبة ومدارس للغة الفارسية والروسية، و أُعلن عن اجتماعات كبيرة بإذن من السلطات الحكومية. تضمنت الأدبيات البهائية المنشورة في طشقند العديد من أعمال عبد البهاء. بحلول عام 1938، وبعد العديد من الاعتقالات وسياسة قمع الدين، أُرسل البهائيين في جميع أنحاء الاتحاد السوفييتي إلى السجون والمعسكرات أو إرسالهم إلى الخارج. توقفت المجتمعات البهائية عن الوجود في 38 مدينة في مختلف أنحاء الأراضي السوفييتية. وفي طشقند، أُستجوب البهائيين وسجنهم. حكم على آقا حبيب الله باقروف من طشقند بالسجن لمدة عشر سنوات "في جوار بحر الشمال والغابات القطبية".
وفي أعقاب حظر الدين، التزم البهائيون بشكل صارم بمبدأ طاعة الحكومة الشرعية، وتخلوا عن إدارتها و أُممت ممتلكاتها. بحلول عام 1946، استمرت مجتمعات عشق آباد وسمرقند وطشقند فقط في جميع أنحاء تركستان. تمكن البهائيون من العودة إلى بلدان مختلفة من الكتلة الشرقية خلال الخمسينيات من القرن العشرين، وفقًا لخطة وضعها رئيس الدين في ذلك الوقت، شوقي أفندي. بحلول عام 1956 لم يكن هناك سوى ذكر مبهم لمجتمع عامل من البهائيين في أوزبكستان.
أُدرج زوج من المجتمعات الصغيرة في عام 1963 - طشقند وبهائي معزول في فرغانة. ثم اعترف بيت العدل الأعظم، رئيس الدين منذ عام 1963، بالمجتمعات البهائية الصغيرة في معظم أنحاء الاتحاد السوفييتي: أرمينيا، وأذربيجان، وجورجيا، وتركستان، وطاجيكستان، وأوزبكستان. في ذلك الوقت كان في الاتحاد السوفييتي مائتي بهائي.

## تنمية المجتمع
هناك أدلة تشير إلى أن الديانة البهائية بدأت في النمو في جميع أنحاء الاتحاد السوفييتي في ثمانينيات القرن العشرين. في عام 1990 أُدرج الجمعيات الروحية المحلية في سمرقند وطشقند. في عام 1991 أُنتخبت الجمعية الروحية الوطنية البهائية للاتحاد السوفييتي ولكن سرعان ما انقسمت بين أعضائها السابقين. في عام 1992، شُكلت جمعية روحية وطنية إقليمية لجميع بلدان آسيا الوسطى ( تركمانستان، كازاخستان، قيرغيزستان، طاجيكستان، وأوزبكستان) ومقرها في عشق آباد. في عام 1994 أُنتخبت الجمعية الروحية الوطنية في أوزبكستان.

## المجتمع الحديث
في عام 2006، انتقد السفير المتجول لوزارة الخارجية الأمريكية لشؤون الحريات الدينية الدولية أوزبكستان بسبب حملتها الأخيرة على الأقليات الدينية، قائلاً إن حكومة الرئيس إسلام كريموف شددت القيود. ومع ذلك، تمكن البهائيون الأوزبكيون من حضور مؤتمر إقليمي حول تقدم الدين في ألماتي في جنوب شرق كازاخستان في عام 2008. وأظهرت اثنتان من المجتمعات في أوزبكستان تنسيقًا أكبر على نطاق واسع لجهود المجتمع. كان ثلاثة من أعضاء المجلس الروحي الوطني مندوبين في حيفا لحضور المؤتمر البهائي الدولي في عام 2008، وانضم الأوزبك إلى الدين في أماكن أخرى. ولكن في عامي 2009 و2010، عقدت المجموعات المسجلة اجتماعات فُضت، و غُرم الآباء الذين وقعوا على إذن بحضور أطفالهم لهذه الاجتماعات. فُرضت الدعاية للأنشطة الدينية بما في ذلك تلك الخاصة بالبهائيين والمسلمين من خلال مشغلي التلفزيون الكابلي الأوزبكي.

### التركيبة السكانية
وتشير الإحصاءات الصادرة عن لجنة الشؤون الدينية بالولاية إلى أن إحدى الطوائف البهائية فقدت تسجيلها بين أكتوبر/تشرين الأول 2002 وفبراير/شباط 2007. اعتبارًا من عام 2005 كان هناك 6 مجتمعات مسجلة لدى الحكومة بينما في عام 2008 كان هناك ثمانية. وشملت هذه المجتمعات طشقند وسمرقند وجيزاك وبخارى ونافوي. تقدر جمعية أرشيفات بيانات الأديان (بالاعتماد على الموسوعة المسيحية العالمية) عدد البهائيين بحوالي 770 في عام 2005.

## قراءة إضافية
- تاريخ تمهيدي للجماعة البهائية في سمرقند، أوزبكستان، بقلم دوان إل. هيرمان وحسن ت. شودييف، الوزير البهائي، هولندا: شتاء 2004

## روابط خارجية
- الجماعة البهائية الوطنية في أوزبكستان